# Dynamische Losgrößenermittlung

Modelle mit dynamischer Losgrößenermittlung

Unter dem Begriff Dynamische Losgrößenermittlung sind betriebswirtschaftliche Modellrechnungen zusammengefasst, die im Gegensatz zur klassischen Losformel (Andler-Formel) Losgrößen für zeitlich veränderliche Bedarfsmengen so ermitteln, dass Kosten, Produktionszeit oder andere Faktoren optimiert werden.
Das Bild Modelle mit dynamischer Losgrößenermittlung zeigt eine Übersicht der wichtigen Modelle zur Formulierung von Losgrößenproblemen mit dem entsprechenden Verfahren zur Lösung des Problems.

## Das Grundmodell von Wagner und Whitin

### Beschreibung
Ein exaktes Verfahren für einstufige unkapazitierte Losgrößenprobleme mit nur einem Produkt stellt der Algorithmus nach Wagner-Whitin dar. Einem verbreiteten Vorurteil nach bilden exakte Verfahren im Rahmen der Losgrößenplanung die obere Grenze der Komplexität und sind für realitätsnahe Problemgrößen zu rechenintensiv. Aus diesem Grund wurden nach der Vorstellung des Wagner-Whitin-Algorithmus (1952) heuristische Verfahren vorgeschlagen, die hinlängliche Ergebnisse erzielen. Von einer Vielzahl von heuristischen Verfahren sind insbesondere die Varianten Silver-Meal Heuristik und Groff-Heuristik zu nennen.:203 ff.

### Erweiterungen des Grundmodells
Das Grundmodell von Wagner und Whitin ist in vielerlei Hinsicht erweitert worden:
- Veränderlicher Planungshorizont: Im Grundmodell sind die Bedarfe aller T Perioden von Anfang an bekannt. Wenn nun eine Periode später der Bedarf der Periode T+1 bekannt wird, kann es sein, dass sich der optimale Plan ändert, bzw. unter Einbeziehung der Periode T+1 von Anfang an anders gewesen wäre (sogenannte rollierende Planung). Rechentests ergaben, dass für diesen, in der Praxis häufig vorkommenden Fall, Heuristiken dem exakten Algorithmus überlegen sind. Besonders gut schnitten dabei das Groff-Verfahren und das Part-Period-Verfahren ab.[3]:129 ff.
- Variable Fertigungskosten bzw. Einkaufspreise:  Diese lassen sich durch leichte Modifikation des Standardmodells abbilden. Statt konstanten Kosten C wird für jede Periode ein spezifisches ct angegeben.
- Rabatte auf Einkaufspreise Abhängig von der Art und Anzahl erhöht sich die Komplexität des Modells mehr oder weniger stark.
- Kapazitätsrestriktionen:
  - Knappe Lagerkapazität: Diese Modelle sind immer noch in polynominaler Laufzeit zu lösen.
  - Knappe Produktionskapazität: Diese Modelle gehören zu den NP-schweren Modellen und stellen einen Spezialfall des Capacitated Lot-Sizing Problems dar, für den Fall, dass nur ein Produkt produziert werden soll.

## Modelle mit mehreren Produkten
In der Literatur haben sich zwei Standardmodelle für Mehrproduktproduktion etabliert. Sie gehören fast immer zu den NP-schweren Problemen.:133, 135, 151

### Das Capacitated Lot-Sizing Problem
Das Capacitated Lot-Sizing Problem (CLSP, eng.: Kapazitiertes Losgrößenproblem) ist ein Modell bei dem mehrere Produkte unter Beschränkung der Produktionskapazität gefertigt werden. In einer Periode können dabei mehrere Lose aufgelegt werden. In welcher Reihenfolge die Lose einer Periode zu fertigen sind, wird dabei nicht bestimmt. Es eignet sich für die mittelfristige Planung (Wochen bis Monate).

### Das Discrete Lot-Sizing and Scheduling Problem
Beim Discrete Lot-Sizing and Scheduling Problem kann pro (sehr kurz zu wählende) Periode (sogenannte Mikroperiode) nur ein Los aufgelegt werden. Losfixe Kosten fallen nur an falls in der Folgeperiode ein anderes Produkt gefertigt werden soll. Es findet also gleichzeitig eine Reihenfolgeplanung statt. Dieses Modell eignet sich daher für die kurzfristige Planung.

## Problemstellung unter der Bedingung stochastischer Nachfrage
Auch für die besondere Problemstellung der dynamischen Losgrößenermittlung unter stochastischer Nachfrage gibt es Einprodukt-, Mehrprodukt-, CLSP- und rollierende Losgrößenplanungsmethoden.
Bei stochastischer Nachfrage sind weitere Unterscheidungen der Problemstellung zu treffen. Bei deterministischer Nachfrage wird üblicherweise vorausgesetzt, dass die Nachfrage vollständig befriedigt werden muss. Dies ist bei stochastischer Nachfrage im Allgemeinen nicht mehr sinnvoll, da dort Fehlmengen auftreten können. Es gibt zwei Ansätze, um diese Fehlmengen zu begrenzen:
- Ein vorgegebenes Servicelevel muss eingehalten werden.
- Es werden Fehlmengenkosten fällig, welche gegen Rüst- und Lagerhaltungskosten abgewogen werden müssen.

Ebenfalls muss bei stochastischen Problemen unterschieden werden, wie auf die schrittweise Realisierung der Nachfrage kurzfristig reagiert werden kann. Wenn zum Beispiel zu Beginn einer Periode eine besonders hohe Nachfrage eintritt, wäre es sinnvoll, mehr zu produzieren als ursprünglich geplant. Je nachdem, wie solche kurzfristigen Reaktionen möglich sind, entstehen unterschiedliche Problemstellungen. Bookbinder und Tan (1988) definieren dazu drei grundlegende sog. Unsicherheitsstrategien:
- Bei der statischen Unsicherheitsstrategie sind sowohl Rüstmuster als auch Produktionsmengen fix. Dies bedeutet, dass das festgelegte Produktionsprogramm nicht mehr kurzfristig auf sich realisierende Nachfrage reagieren kann.
- Bei der dynamischen Unsicherheitsstrategie können Rüstmuster und Produktionsmengen jederzeit angepasst werden, d. h. es kann in jeder Periode festgelegt werden, ob und wie viel produziert wird. Diese Problemstellung bietet also jede mögliche Flexibilität um kurzfristig zu reagieren.
- Die statisch-dynamische Unsicherheitsstrategie ist ein Mittelweg. Hier ist das Rüstmuster fix, es kann also nur in Perioden produziert werden, in welchen bereits eine Produktion vorgesehen ist. Die Produktionsmengen sind dagegen variabel, d. h. in den Produktionsperioden kann kurzfristig festgelegt werden, wie viel produziert wird.

Diese beiden Unterteilungen der dynamischen Losgrößenprobleme lassen sich mit den oben bereits genannten Varianten der deterministischen Losgrößenplanung kombinieren. Dadurch entsteht eine Vielzahl spezifischer Problemstellungen, welche in der Literatur untersucht werden.